# Niphetogryllacris grylloides
Niphetogryllacris grylloides is een rechtvleugelig insect uit de familie Gryllacrididae. De wetenschappelijke naam van deze soort werd voor het eerst geldig gepubliceerd in 1935 door Heinrich Hugo Karny.